# Andreas Friedrich Bauer

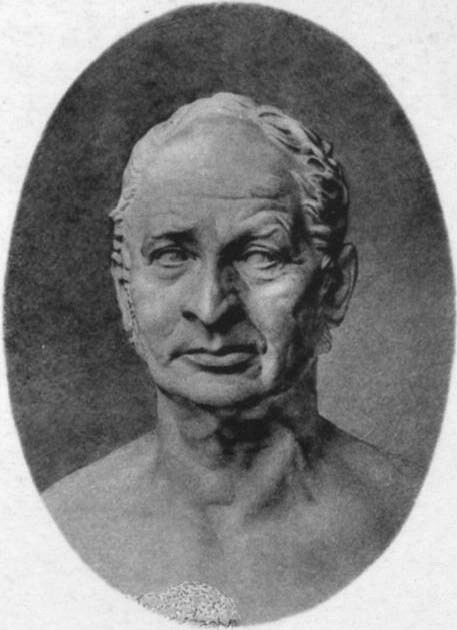
Porträt von Andreas Friedrich Bauer.

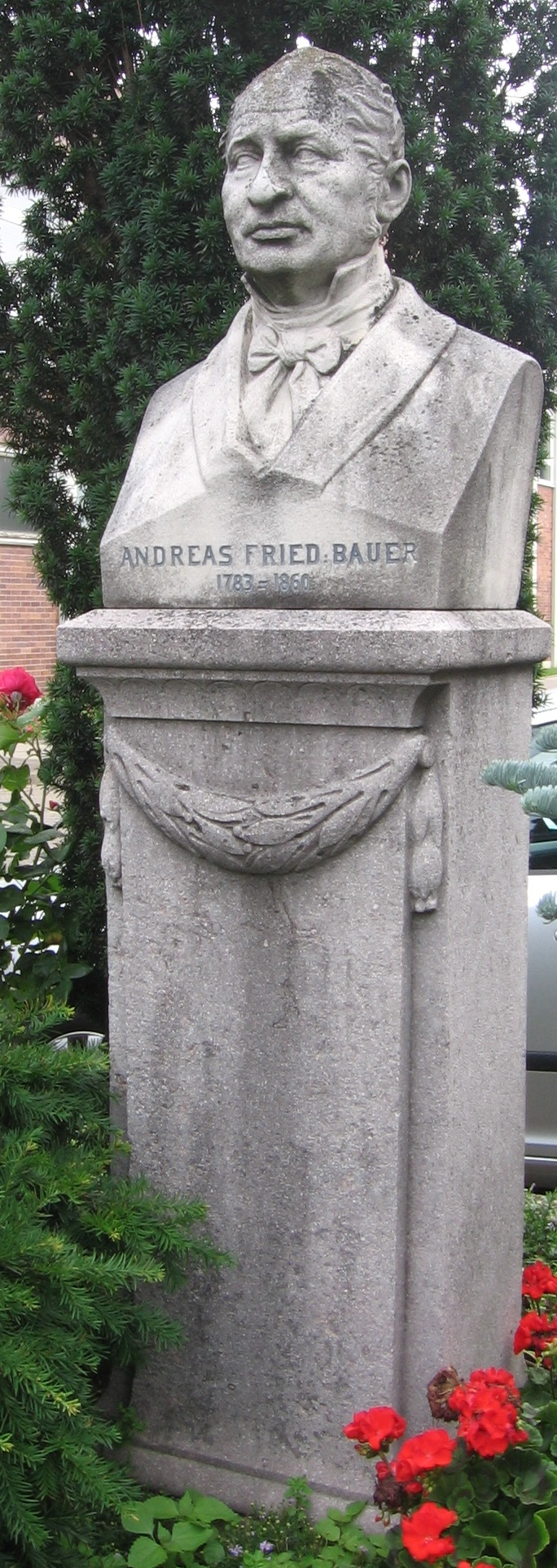
Denkmal an Andreas Friedrich Bauer

Andreas Friedrich Bauer (* 18. August 1783 in Stuttgart; † 27. Dezember 1860 in Oberzell bei Würzburg) war ein Techniker (Mechaniker) und Unternehmer. Er war Mitbegründer der Schnellpressenfabrik Koenig & Bauer.

## Leben
In Stuttgart machte Andreas Bauer eine Lehre zum Optiker und Mechaniker, bevor er in Tübingen ein Studium der Mathematik aufnahm.
Im Jahr 1800 wanderte Bauer nach Großbritannien aus. Dort lernte er 1807 Friedrich Koenig kennen. Ab 1815 war er Mitarbeiter und Teilhaber Koenigs in England. Sie entwickelten, baute und verbesserte gemeinsam unter anderem die Koenigschen Schnellpresse für die Londoner „Times“. 
1818 zogen Bauer und Koenig zurück nach Deutschland und gründeten in Oberzell bei Würzburg die Schnellpressenfabrik Koenig & Bauer. Das Unternehmen expandierte schnell und konnte im Jahr 1828 in der ehemaligen Klostermühle der Abtei Münsterschwarzach eine Papierfabrik errichten. Als Koenig 1833 starb, leitete Bauer mit dessen Witwe die Fabrik.
1847 wurde unter seiner Leitung die Schnellpresse mit einer Leistung von 6000 Drucken pro Stunde neu konstruiert. Eine weitere Erfindung von Andreas F. Bauer war die Anwendung der so genannten Kreisbewegung für den Betrieb des Fundaments der Druckpresse. Die erste Maschine mit diesem System wurde 1840 nach Leipzig ausgeliefert.
Bauer hatte zwei Töchter, Sophie und Caroline. Über die mit dem Rittergutsbesitzer Moritz von Wedel-Parlow (1805–1900) verheiratete Caroline (London 1814 – Parlow 1886), die 13 Kinder hatte und gemeinsam mit ihrem Ehemann bis heute in Parlow begraben liegt, war er Urgroßvater der Schriftstellerin Gertrud von le Fort. Auch Bauers Grab besteht bis heute, und zwar auf dem Friedhof von Kloster Oberzell in unmittelbarer Nähe zum ursprünglichen Unternehmenssitz.

## Druckkapazität
Die Tabelle vergleicht die Produktionskapazität der von Bauer und Koenig erfundenen Druckmaschinen mit der ihrer handbetriebenen Vorläufer:
|                   | Handbetriebene Pressen   | Handbetriebene Pressen  | Dampfbetriebene Maschinen | Dampfbetriebene Maschinen | Dampfbetriebene Maschinen | Dampfbetriebene Maschinen |
|                   | Gutenberg-Presse um 1600 | Stanhope-Presse um 1800 | Bauer & Koenig 1812       | Bauer & Koenig 1813       | Bauer & Koenig 1814       | Bauer & Koenig 1818       |
| Drucke pro Stunde | 240                      | 480                     | 800                       | 1.100                     | 2.000                     | 2.400                     |

## Varia

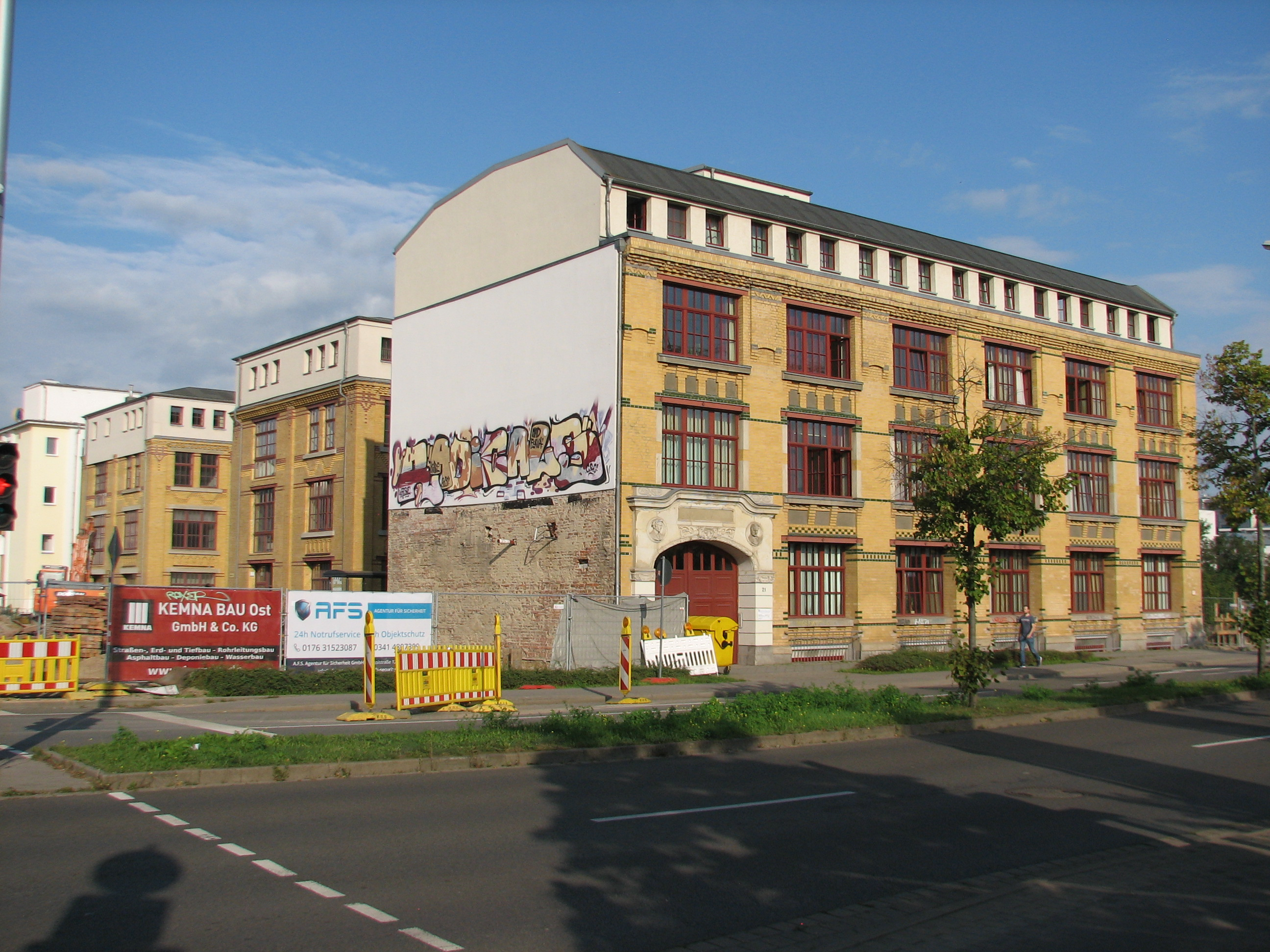
Historisches Industriegebäude-Ensemble von Koenig & Bauer in Leipzig (Foto von 2021)

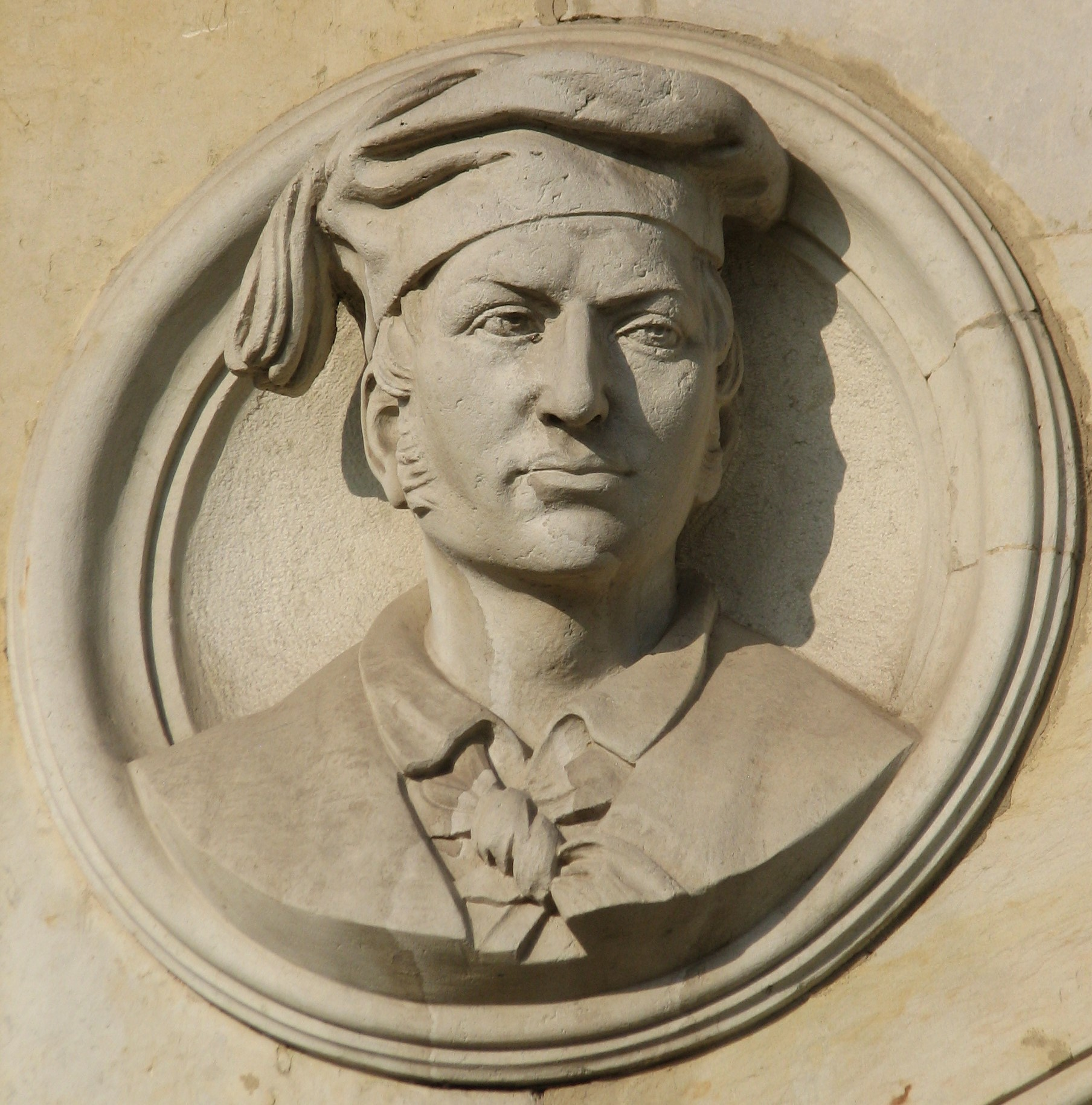
Bauer-Halbporträt am einstigen Unternehmensgebäude in Leipzig, Ludwig-Erhard-Str. 21 (Foto von 2021)

In Leipzig gab es von etwa 1905 bis etwa 1945 eine Niederlassung von Koenig & Bauer in der Grenzstraße 21 (seit 2001: Ludwig-Erhard-Straße 21). Die drei symmetrisch hintereinander errichteten Industriegebäude (möglicherweise gab es ein viertes, das im Zweiten Weltkrieg zerstört und verändert wiederaufgebaut wurde) sind von außen denkmalgerecht restauriert; auch trägt die historische Portal bis heute (Stand: September 2021) die Halbporträts der beiden Unternehmens-Gründer. Architekt war August Stehmann.